# Bracon connecticutorum
Bracon connecticutorum är en stekelart som först beskrevs av Henry Lorenz Viereck 1917.  Bracon connecticutorum ingår i släktet Bracon och familjen bracksteklar. Inga underarter finns listade.